# 14e étape du Tour de France 2003
Pour un article plus général, voir Tour de France 2003.
La 14e étape du Tour de France 2003 a eu lieu le 20 juillet 2003 entre Saint-Girons et Loudenvielle sur une distance de 191,5 km. Elle a été remportée par l'Italien Gilberto Simoni devant le Suisse Laurent Dufaux (Alessio) et le Français Richard Virenque (Quick Step-Davitamon).

## Profil et parcours
Pour la quatrième fois, Saint-Girons (Ariège) est ville-départ du Tour de France. Cette étape voit s'enchaîner six cols des Pyrénées centrales avec le col de Latrape (2e cat.), le col de la Core (1e cat.), le col du Portet d’Aspet (2e cat.), le col de Menté (1e cat.), (passage en Espagne par la comarque du Val-d'Aran), le col du Portillon (1e cat.) (Bagnères-de-Luchon) et le col de Peyresourde (1e cat.). Pour la seconde fois, la petite commune de Loudenvielle (vallée du Louron) reçoit l'arrivée.

## Classement de l'étape
| \| Classement de l'étape \| Classement de l'étape \| Classement de l'étape \| Classement de l'étape \| Classement de l'étape \| \| Coureur \| Coureur \| Pays \| Équipe \| Temps \| \| --------------------- \| --------------------- \| --------------------- \| ---------------------------- \| --------------------- \| \| 1er \| Gilberto Simoni \| Italie \| Saeco \| 5 h 31 min 52 s \| \| 2e \| Laurent Dufaux \| Suisse \| Alessio \| + 0 s \| \| 3e \| Richard Virenque \| France \| Quick Step-Davitamon \| + 0 s \| \| 4e \| Andrea Peron \| Italie \| CSC \| + 3 s \| \| 5e \| Walter Bénéteau \| France \| Brioches La Boulangère \| + 10 s \| \| 6e \| Alexandre Vinokourov \| Kazakhstan \| Telekom \| + 41 s \| \| 7e \| Iban Mayo \| Espagne \| Euskaltel-Euskadi \| + 41 s \| \| 8e \| Steve Zampieri \| Suisse \| Vini Caldirola-Saunier Duval \| + 41 s \| \| 9e \| Haimar Zubeldia \| Espagne \| Euskaltel-Euskadi \| + 1 min 24 s \| \| 10e \| Ivan Basso \| Italie \| Fassa Bortolo \| + 1 min 24 s \| |                      |            |                              |                 |
| |                      |            |                              |                 |
| |                      |            |                              |                 |
| Classement de l'étape |                      |            |                              |                 |
| Coureur | Coureur              | Pays       | Équipe                       | Temps           |
| 1er | Gilberto Simoni      | Italie     | Saeco                        | 5 h 31 min 52 s |
| 2e | Laurent Dufaux       | Suisse     | Alessio                      | + 0 s           |
| 3e | Richard Virenque     | France     | Quick Step-Davitamon         | + 0 s           |
| 4e | Andrea Peron         | Italie     | CSC                          | + 3 s           |
| 5e | Walter Bénéteau      | France     | Brioches La Boulangère       | + 10 s          |
| 6e | Alexandre Vinokourov | Kazakhstan | Telekom                      | + 41 s          |
| 7e | Iban Mayo            | Espagne    | Euskaltel-Euskadi            | + 41 s          |
| 8e | Steve Zampieri       | Suisse     | Vini Caldirola-Saunier Duval | + 41 s          |
| 9e | Haimar Zubeldia      | Espagne    | Euskaltel-Euskadi            | + 1 min 24 s    |
| 10e | Ivan Basso           | Italie     | Fassa Bortolo                | + 1 min 24 s    |

## Classement général
| \| Classement général \| Classement général \| Classement général \| Classement général \| Classement général \| \| Coureur \| Coureur \| Pays \| Équipe \| Temps \| \| ------------------ \| -------------------- \| ------------------ \| ----------------------------- \| ------------------ \| \| 1er \| Lance Armstrong \| États-Unis \| US Postal Service-Berry Floor \| DQ \| \| 2e \| Jan Ullrich \| Allemagne \| Team Bianchi \| + 15 s \| \| 3e \| Alexandre Vinokourov \| Kazakhstan \| Telekom \| + 18 s \| \| 4e \| Haimar Zubeldia \| Espagne \| Euskaltel-Euskadi \| + 4 min 16 s \| \| 5e \| Iban Mayo \| Espagne \| Euskaltel-Euskadi \| + 4 min 37 s \| \| 6e \| Ivan Basso \| Italie \| Fassa Bortolo \| + 7 min 01 s \| \| 7e \| Tyler Hamilton \| États-Unis \| CSC \| + 7 min 32 s \| \| 8e \| Francisco Mancebo \| Espagne \| iBanesto.com \| + 10 min 09 s \| \| 9e \| Christophe Moreau \| France \| Crédit Agricole \| + 10 min 09 s \| \| 10e \| Carlos Sastre \| Espagne \| CSC \| + 12 min 40 s \| |                      |            |                               |               |
| |                      |            |                               |               |
| |                      |            |                               |               |
| Classement général |                      |            |                               |               |
| Coureur | Coureur              | Pays       | Équipe                        | Temps         |
| 1er | Lance Armstrong      | États-Unis | US Postal Service-Berry Floor | DQ            |
| 2e | Jan Ullrich          | Allemagne  | Team Bianchi                  | + 15 s        |
| 3e | Alexandre Vinokourov | Kazakhstan | Telekom                       | + 18 s        |
| 4e | Haimar Zubeldia      | Espagne    | Euskaltel-Euskadi             | + 4 min 16 s  |
| 5e | Iban Mayo            | Espagne    | Euskaltel-Euskadi             | + 4 min 37 s  |
| 6e | Ivan Basso           | Italie     | Fassa Bortolo                 | + 7 min 01 s  |
| 7e | Tyler Hamilton       | États-Unis | CSC                           | + 7 min 32 s  |
| 8e | Francisco Mancebo    | Espagne    | iBanesto.com                  | + 10 min 09 s |
| 9e | Christophe Moreau    | France     | Crédit Agricole               | + 10 min 09 s |
| 10e | Carlos Sastre        | Espagne    | CSC                           | + 12 min 40 s |

## Classements annexes
| Classement par points | Classement par points | Classement par points | Classement par points | Classement par points |
| Coureur               | Coureur               | Pays                  | Équipe                | Points                |
| --------------------- | --------------------- | --------------------- | --------------------- | --------------------- |
| 1er                   | Baden Cooke           | Australie             | Fdjeux.com            | 156 pts               |
| 2e                    | Robbie McEwen         | Australie             | Lotto-Domo            | 148 pts               |
| 3e                    | Thor Hushovd          | Norvège               | Crédit Agricole       | 132 pts               |
| 4e                    | Erik Zabel            | Allemagne             | Telekom               | 126 pts               |
| 5e                    | Stuart O'Grady        | Australie             | Crédit Agricole       | 122 pts               |

| Classement par points | Classement par points | Classement par points | Classement par points | Classement par points |
| Coureur               | Coureur               | Pays                  | Équipe                | Points                |
| --------------------- | --------------------- | --------------------- | --------------------- | --------------------- |
| 1er                   | Baden Cooke           | Australie             | Fdjeux.com            | 156 pts               |
| 2e                    | Robbie McEwen         | Australie             | Lotto-Domo            | 148 pts               |
| 3e                    | Thor Hushovd          | Norvège               | Crédit Agricole       | 132 pts               |
| 4e                    | Erik Zabel            | Allemagne             | Telekom               | 126 pts               |
| 5e                    | Stuart O'Grady        | Australie             | Crédit Agricole       | 122 pts               |

| Classement de la montagne | Classement de la montagne | Classement de la montagne | Classement de la montagne     | Classement de la montagne |
| Coureur                   | Coureur                   | Pays                      | Équipe                        | Points                    |
| ------------------------- | ------------------------- | ------------------------- | ----------------------------- | ------------------------- |
| 1er                       | Richard Virenque          | France                    | Quick Step-Davitamon          | 300 pts                   |
| 2e                        | Laurent Dufaux            | Suisse                    | Alessio                       | 163 pts                   |
| 3e                        | Paolo Bettini             | Italie                    | Quick Step-Davitamon          | 98 pts                    |
| 4e                        | Lance Armstrong           | États-Unis                | US Postal Service-Berry Floor | DQ                        |
| 5e                        | Manuel Beltrán            | Espagne                   | US Postal Service-Berry Floor | 90 pts                    |

| Classement de la montagne | Classement de la montagne | Classement de la montagne | Classement de la montagne     | Classement de la montagne |
| Coureur                   | Coureur                   | Pays                      | Équipe                        | Points                    |
| ------------------------- | ------------------------- | ------------------------- | ----------------------------- | ------------------------- |
| 1er                       | Richard Virenque          | France                    | Quick Step-Davitamon          | 300 pts                   |
| 2e                        | Laurent Dufaux            | Suisse                    | Alessio                       | 163 pts                   |
| 3e                        | Paolo Bettini             | Italie                    | Quick Step-Davitamon          | 98 pts                    |
| 4e                        | Lance Armstrong           | États-Unis                | US Postal Service-Berry Floor | DQ                        |
| 5e                        | Manuel Beltrán            | Espagne                   | US Postal Service-Berry Floor | 90 pts                    |

| Classement du meilleur jeune | Classement du meilleur jeune | Classement du meilleur jeune | Classement du meilleur jeune | Classement du meilleur jeune |
| Coureur                      | Coureur                      | Pays                         | Équipe                       | Temps                        |
| ---------------------------- | ---------------------------- | ---------------------------- | ---------------------------- | ---------------------------- |
| 1er                          | Denis Menchov                | Russie                       | iBanesto.com                 | 61 h 20 min 54 s             |
| 2e                           | Mikel Astarloza              | Espagne                      | AG2R Prévoyance              | + 35 min 32 s                |
| 3e                           | Juan Miguel Mercado          | Espagne                      | iBanesto.com                 | + 38 min 03 s                |
| 4e                           | Evgueni Petrov               | Russie                       | iBanesto.com                 | + 44 min 44 s                |
| 5e                           | Michael Rogers               | Australie                    | Quick Step-Davitamon         | + 1 h 05 min 09 s            |

| Classement du meilleur jeune | Classement du meilleur jeune | Classement du meilleur jeune | Classement du meilleur jeune | Classement du meilleur jeune |
| Coureur                      | Coureur                      | Pays                         | Équipe                       | Temps                        |
| ---------------------------- | ---------------------------- | ---------------------------- | ---------------------------- | ---------------------------- |
| 1er                          | Denis Menchov                | Russie                       | iBanesto.com                 | 61 h 20 min 54 s             |
| 2e                           | Mikel Astarloza              | Espagne                      | AG2R Prévoyance              | + 35 min 32 s                |
| 3e                           | Juan Miguel Mercado          | Espagne                      | iBanesto.com                 | + 38 min 03 s                |
| 4e                           | Evgueni Petrov               | Russie                       | iBanesto.com                 | + 44 min 44 s                |
| 5e                           | Michael Rogers               | Australie                    | Quick Step-Davitamon         | + 1 h 05 min 09 s            |

| Classement par équipes | Classement par équipes        | Classement par équipes | Classement par équipes |
| Équipe                 | Équipe                        | Pays                   | Temps                  |
| ---------------------- | ----------------------------- | ---------------------- | ---------------------- |
| 1re                    | CSC                           | Danemark               | 180 h 55 min 46 s      |
| 2e                     | iBanesto.com                  | Espagne                | + 9 min 04 s           |
| 3e                     | Euskaltel-Euskadi             | Espagne                | + 12 min 24 s          |
| 4e                     | US Postal Service-Berry Floor | États-Unis             | + 17 min 57 s          |
| 5e                     | Team Bianchi                  | Allemagne              | + 50 min 01 s          |

| Classement par équipes | Classement par équipes        | Classement par équipes | Classement par équipes |
| Équipe                 | Équipe                        | Pays                   | Temps                  |
| ---------------------- | ----------------------------- | ---------------------- | ---------------------- |
| 1re                    | CSC                           | Danemark               | 180 h 55 min 46 s      |
| 2e                     | iBanesto.com                  | Espagne                | + 9 min 04 s           |
| 3e                     | Euskaltel-Euskadi             | Espagne                | + 12 min 24 s          |
| 4e                     | US Postal Service-Berry Floor | États-Unis             | + 17 min 57 s          |
| 5e                     | Team Bianchi                  | Allemagne              | + 50 min 01 s          |